# Lenguas kongo
Las lenguas kongo son un grupo filogenético de las lenguas bantúes, codificado como zona H10 en la clasificación de Guthrie. De acuerdo con Nurse y Philippson (2003), dejando a un lado el Kuñi, el suundi y el vili, las restantes lenguas del subgrupo H10 son una unidad filogenética válida. Las lenguas que forman parte de las lenguas kongo son:
Beembe (Pangwa, Doondo, Kamba, Hangala), Ndingi, Mboka, Kikongo, Kongo occidental, Laari (Laadi), Yombe

## Comparación léxica
Los numerales en diferentes lenguas kongo son:
| GLOSA | Beembe   | Doondo      | Kikongo   | Laari      | Yombe         | PROTO- KONGO |
| ----- | -------- | ----------- | --------- | ---------- | ------------- | ------------ |
| '1'   | -mósi    | mɔsi        | múèkà     | moʃi       | měsì / mwêːkə̀ | *mosi        |
| '2'   | -óólo    | -ɔɔle       | wálì      | -oolé      | wǎlì          | *wali        |
| '3'   | -tátu    | -tatu       | tátù      | -tatú      | tǎtù          | *tatu        |
| '4'   | -ná      | -ya         | ná        | -yá        | nná           | *-na         |
| '5'   | -táánu   | -taanu      | tánù      | taanú      | tǎːnù         | *taːnu       |
| '6'   | -sáámúnu | -saamanu    | sàmbánù   | saambánu   | sǎmúnù        | *saːmanu     |
| '7'   | ntsáámu  | -nsambwaadi | sàmbúwàlì | tsámbwáári | sâːmbwaːlì    | *-sambwali   |
| '8'   | póomó    | -naana      | ínànà     | náána      | náːnə̀         | *naːna       |
| '9'   | wá       | -vwa        | ívùwà     | vwá        | βwá           | *βwa         |
| '10'  | kúúmi    | kuumi       | kúmì      | kuumí      | kúːmì         | *kuːmi       |

Las vocales dobles denotan vocales largas, mientras que los acentos indican tonos.